# 유영진 (프로게이머)
유영진(1991년 11월 30일 ~ )은 대한민국의 전직 스타크래프트 프로게이머이다. Rush라는 아이디를 사용하며, 종족은 테란이다.
2009년 상반기 드래프트에서 CJ 엔투스의 추천선수로 입단하였다.
2012년 Tving 스타리그 2012에서 이제동, 신노열을 꺾고 16강에 진출하는 파란을 일으켜 로열로더 후보로 주목받기도 했다.
그러나 SK플래닛 프로리그 시즌 2부터는 엔트리에도 거의 포함되지 않는 등 부진을 거듭하였고, 결국 6월까지 이어지던 케스파랭킹 상승이 끊기더니 8월 랭킹에선 7월에 비해 스무 계단이나 하락한 57위에 랭크되어 있었다.
결국 SK플래닛 프로리그 2012 시즌 2 2라운드부터는 로스터에서도 말소되면서 은퇴하게 되었다.
이후, 군 복무(현역)를 하고, 2015년에 제대한다.
2015년 기준으로, 아프리카 TV(인터넷 방송국)에서 개인 BJ로 활동중이며, 각종 온·오프라인 대회 본선에 진출해 좋은 모습을 보이고 있다.

## 주요 기록
- 2008년 제44회 스타크래프트 준프로게이머 선발전 입상
- 2012년 Tving 스타리그 2012 16강
- 2015년 VANT 36.5 대국민 스타리그 16강